# 维埃纳市政厅

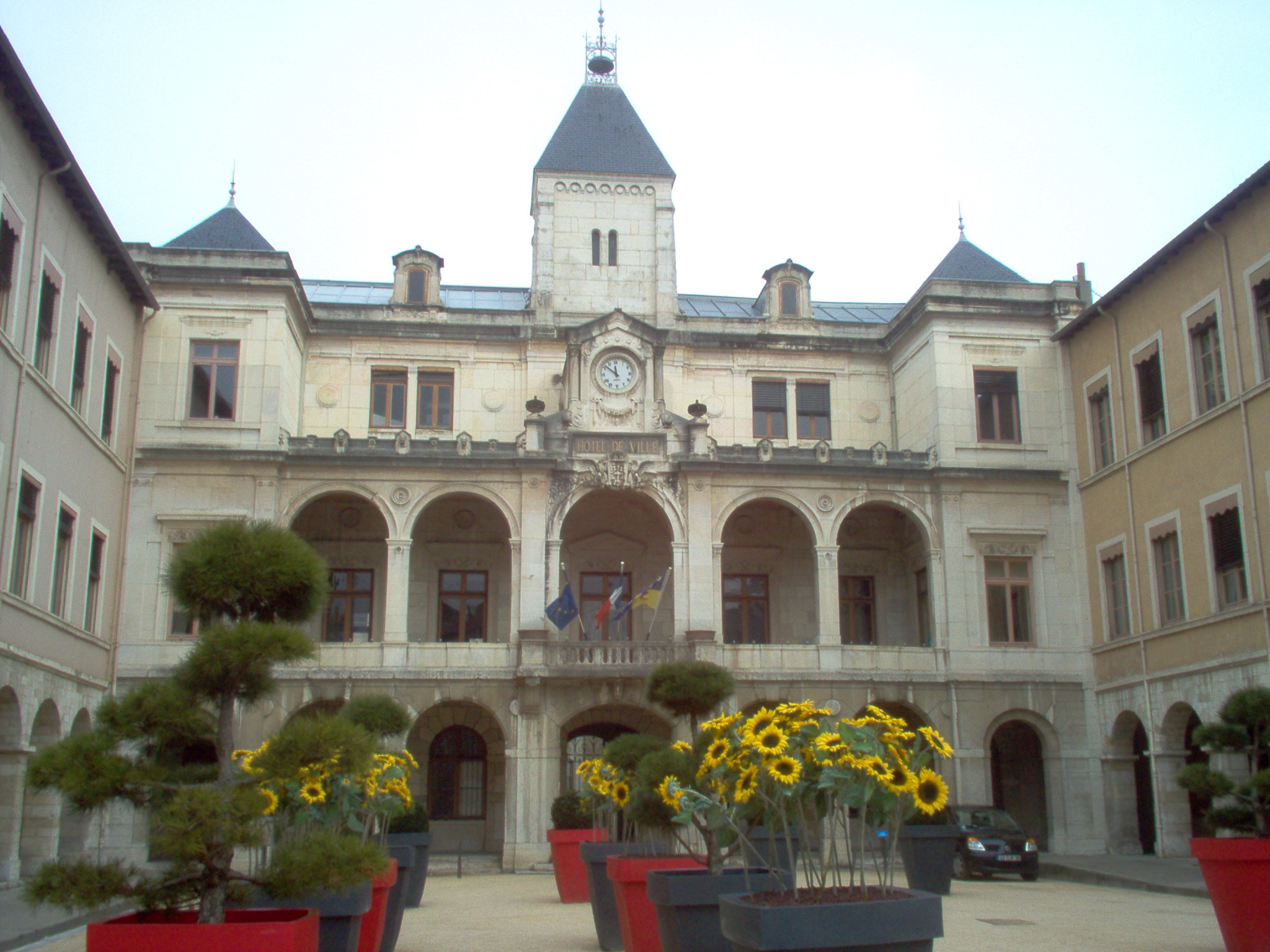

维埃纳市政厅（Hôtel de ville de Vienne）是法国罗纳-阿尔卑斯大区伊泽尔省维埃纳的市政厅。

## 历史
该建筑建于1768年，原为私人府邸。1771年为市政当局收购，改为市政厅。